# جيم وود (عازف كمان)
جيم وود (بالإنجليزية: Jim Wood)‏ هو عازف كمان ‏ أمريكي، ولد في 28 أغسطس 1964 في ناشفيل في الولايات المتحدة.

## وصلات خارجية
- جيم وود على موقع ميوزك برينز (الإنجليزية)